# 보평초등학교
보평초등학교는 대한민국 경기도 성남시 분당구에 있는 공립 초등학교이다.

## 학교 연혁
- - 2021년
    - 3월 1일: 4대 권현정 교장 취임
    - 3월 1일: 42학급(특수2) 편성
    - 1월 8일: 제12회 졸업식 (졸업생 188명, 총 2,755명)

  - 2020년
    - 3월 1일: 44학급(특수2) 편성
    - 1월 10일: 제11회 졸업식 (졸업생 228명, 총 2,567명)

  - 2019년
    - 3월 1일: 48학급(특수2) 편성
    - 1월 11일: 제10회 졸업식 (졸업생 240명, 총 2,339명)

  - 2018년
    - 3월 1일: 51학급(특수2) 편성
    - 1월 12일: 제9회 졸업식 (졸업생 247명, 총 2,099명)

  - 2017년
    - 3월 1일: 3대 허승대 교장 취임
    - 3월 1일: 51학급(특수1) 편성
    - 1월 13일: 제8회 졸업식 (졸업생 244명, 총 1,852명)

  - 2016년
    - 3월 1일 경기도교육청 지정 모범혁신학교 (4년간)
    - 3월 1일: 52학급(특수1) 편성
    - 1월 15일: 제7회 졸업식 (졸업생 295명, 총 1,608명)

  - 2015년
    - 3월 1일: 53학급(특수1) 편성
    - 2월 13일: 제6회 졸업식 (졸업생 247명, 총 1,313명)

  - 2014년
    - 9월 1일: 2대 김재열 교장 취임
    - 3월 1일: 52학급(특수1) 편성
    - 2월 18일: 제5회 졸업식 (졸업생 267명, 총 1,066명)

  - 2013년
    - 9월 1일: 경기도교육청 지정 혁신학교 및 자율학교 재지정 (4년간)
    - 3월 1일: 49학급 편성(특수1) 편성
    - 2월 19일: 제4회 졸업식 (졸업생 287명, 총 799명)

  - 2012년
    - 3월 2일: 47학급 편성
    - 2월 15일: 제3회 졸업식 252명 졸업식 (총 512명)

  - 2011년
    - 9월 1일: 46학급 편성
    - 9월 1일: 17개 교실 증축 완공
    - 3월 2일: 34학급 편성
    - 2월 11일: 제2회 졸업식 (졸업생 187명, 총 260명)
    - 2월 2일: 과학실 현대화 사업 준공

  - 2010년
    - 5월 31일: 도서실 준공
    - 3월 2일: 경기도교육청 정책연구 시범학교 지정
    - 3월 2일: 30학급 편성
    - 2월 11일: 제1회 졸업식(졸업생 73명)

  - 2009년
    - 9월 18일: 친환경 건축물(Green Building) 인증
    - 9월 1일: 경기도교육청 지정 혁신학교/자율학교 지정 (4년간)
    - 9월 1일: 초대 서길원 교장 취임
    - 9월 1일: 보평초등학교 개교 (9학급, 총 165명)
    - 8월 7일: 학교 설립 인가
    - 8월 7일: 경기도교육규칙 584호 설치 조례 공포